# Diego Moya
Diego Fernández de Moya (Jaén, 9 de mayo de 1943) es un artista español que se dedica en diferentes etapas de su vida a la arquitectura, la pintura y la escultura. A lo largo de su trayectoria artística ha trabajado con la naturaleza a diferentes niveles, considerando el arte como un medio privilegiado de conexión con ella. De esa manera, y aunque utiliza elementos de los códigos de la abstracción, su trayectoria le ha alejado de cualquier clasificación, manteniendo una gran independencia con respecto a grupos y tendencias.
Su interés por las últimas aportaciones científicas lo sitúa en un área del simbolismo muy poco explorada, y que desarrolla últimamente a través de sus cajas luminosas donde los cambios de escala y los aspectos 3D se aúnan para crear mundos eminentemente poéticos.

## Trayectoria profesional
Diego Moya alternó estudios de Bellas Artes con los de Arquitectura en Madrid y se graduó en Arquitectura en la ETSAM de la Universidad Complutense de Madrid en 1968.
En los años 70 comienza la serie Light Boxes, investigando los nuevos materiales y la luz, con cuyas ideas participó en eventos como Polémica, y realizó diversas intervenciones en edificios y espacios públicos como las Torres de Colón, en Madrid, o en el Aeropuerto de Madrid-Barajas Adolfo Suárez.
Durante la década de los 80, alterna sus investigaciones de la luz y la pintura. Viaja a Estados Unidos, donde sentirá una especial admiración por la Escuela de Nueva York.
Desde 1991 pasa largos períodos trabajando en su estudio de Arcila, ahondando en los aspectos simbolistas de la abstracción. Viaja frecuentemente por el norte de África.
En los 90 continúa su interés por el arte público, que culmina en esta etapa con su Intervención en la plaza Elíptica de Madrid, por la que recibe el Primer Premio de intervenciones en Espacio Público del Ayuntamiento de Madrid.
Sus obras se exponen a lo largo de su trayectoria profesional en prestigiosas galerías y museos de España, Japón, Marruecos, Holanda, Bélgica, etc., como Laurens A. Daane Gallery (Ámsterdam), May Moré ó Kreisler (Madrid), Spanish Museum of Contemporary Art, Marugame (Japón),  Musée de la Palméraie (Marrakech), etc.  Asimismo,  participa  en numerosas Ferias de Arte Contemporáneo como ARCO, LINEART, MARRAKECH ART FAIR, y otras.

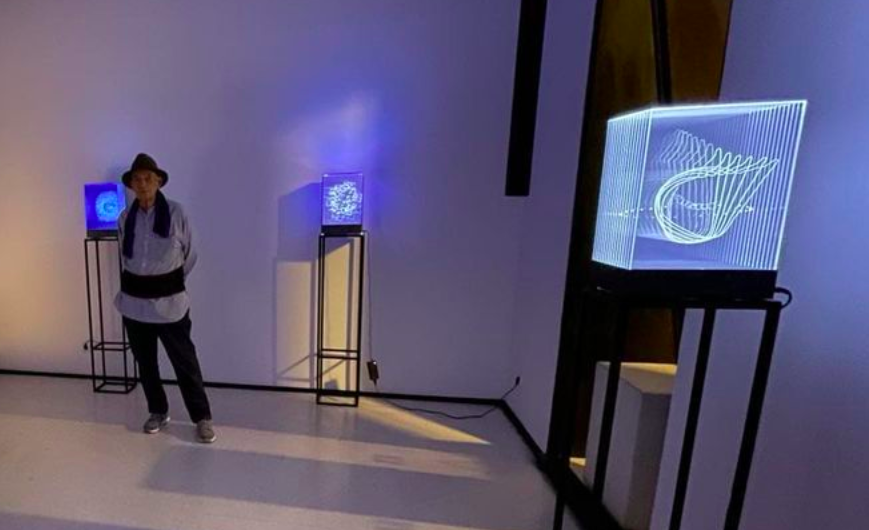
Fragmento de la exposición Cajas luminosas en Madrid, año 2022

A partir de 2016 retoma  sus Cajas Luminosas, (Light boxes) en las que continúa trabajando,  y que han sido expuestas en España en la Luis Burgos, en la Feria de Estampa 2017, etc.
En 2018-19, con motivo del encuentro anual de la SIAF- HORIZONTS de Sharjah, es invitado a realizar en los Emiratos Árabes Unidos una instalación a gran escala,  basada en sus cajas luminosas actuales y, en concreto, en la serie Signos Mutantes.

## Relación con el mundo árabe
Su origen andaluz dio pie a tener una estrecha relación con el mundo árabe a partir de los años 90 y a vivir largas temporadas en Arcila-
En 1998 funda la Asociación Cultural del Mediterráneo Occidental (MED-OCC), que desarrolla, hasta hoy, proyectos interculturales con los países de la otra orilla del Mediterráneo en el ámbito del arte contemporáneo.  
Como fundador de MED-OCC, entre 2000 y 2007 es comisario de las exposiciones itinerantesː
Reencuentro-Tawassul y Afinidades entre Marruecos y España, con los artistas españolesː Ximo Amigó, Rafael Canogar, Luis Gordillo, José Duarte, José Freixanes, el propio Diego Moya, Teresa Muñiz, Ricardo Sánchez y Fernando Verdugo; y, del lado marroquí, Abdelkrim Ouazzani, Farid Belkahia, Fouad Bellamine, Hicham Benohoud, Mustafa Boujemaoui, Ali Chraïbi, M. El Khalil El Gherib, Mohamed Kacimi, Omar Khalil, Najia Mehadji y Abderrahim Yamou. También contó con la participación de intelectuales como Juan Manuel Bonet, Santiago Olmo o Edmond el Maleh, entre otros. 
Estas exposiciones recorrieron prestigiosos espacios expositivos y museos  de ambos países como La Villa des Arts de Casablanca, Salas de Bab Rouah y Bab Al Kebir de Rabat, El Círculo de Bellas Artes de Madrid, o el Centro Andaluz de Arte Contemporáneo en Sevilla, etc.
Entre 2008-2011 es comisario del proyecto  Ilham-Inspiración, en el que, además del propio artista, Diego Moya, cuenta con prestigiosos artistas españoles:  José Luis Alexanco, Rafael Canogar, Isabel Muñoz, Soledad Sevilla y Fernando Verdugo, que se inspiraron en la legendaria Damasco para producir sus obras, expuestas después en el Museo Nacional de Damasco, (Siria).

## Colecciones y Museos
Su trabajo figura en diferentes colecciones públicas y privadas como las siguientes:
- Fundación RNC, Marugame (Japón).
- Palacio Real de Rabat (Marruecos).
- Fundación AENA (España).
- Calcografía Nacional de Madrid.
- Laurens A. Daane, (Holanda).
- Fundación Antonio Pérez, Cuenca.
- Museo de Unión Fenosa, La Coruña.
- Museo de Arte Contemporáneo de Navarra, Pamplona.
- Fundación Colegio del Rey, Alcalá de Henares, Madrid.
- Fundación Nova Caixa Galicia, Vigo.

## Premios y reconocimientos
- 2013. Premio 14,4 – Diálogo entre las dos Orillas, cuya celebración tuvo lugar en Casa Árabe de Madrid, como reconocimiento a su trayectoria dedicada al conocimiento y comunicación entre culturas de las dos orillas del Mediterráneo.[14]
- 2007. Es nombrado consejero de Casa Árabe.
- 1994. Primer Premio de intervenciones en Espacio Público del Ayuntamiento de Madrid.[4]
- 1989. Premio pintura Santa Lucía.
- 1987. Premio certamen internacional de pintura de Navarra.[15][16]
- 1977. Premio certamen Polémica.